# Tadej Rylskyj
Tadej Roseslawowytsch Rylskyj (ukrainisch Тадей Розеславович Рильський, polnisch Tadeusz Tomasz Zbigniew Rylski; * 21. Dezember 1840jul. / 2. Januar 1841greg. in Stawyschtsche, Gouvernement Kiew, Russisches Kaiserreich; † 25. Septemberjul. / 8. Oktober 1902greg. in Romaniwka, Gouvernement Kiew, Russisches Kaiserreich) war ein ukrainischer sozialer und kultureller Aktivist, Journalist, Ethnograph, Anthropologe und Ökonom.

## Leben
Tadej Rylskyj kam in Stawyschtsche (ukrainisch: Ставище) im Bezirk Skwyra, im heutigen Rajon Popilnja der ukrainischen Oblast Schytomyr als Sohn des wohlhabenden polnischen Gutsbesitzers Rozesław Rylski und dessen Ehefrau Prinzessin Daria Trubezkaja zur Welt.
Er erlernte polnisch und französisch und besuchte das Zweite Kiewer Gymnasium. Nach dem Abitur studierte er an der historisch-philologischen Fakultät der St.-Wladimir-Universität, an der er 1862 graduierte.
An der Universität interessierte sich vor allem für die politische Ökonomie, war ein Lieblingsschüler von Professor Nikolai Bunge, freundete sich mit Wolodymyr Antonowytsch und Pawlo Tschubynskyj an und wurde Mitglied der Hromada. Er pflegte enge Beziehungen zu vielen fortschrittlichen Kulturschaffenden in der Ukraine insbesondere zu Mykola Lyssenko und Wladimir Korolenko.
Tadey Rylsky wurde bewusst der erste Ukrainer der polnischen Familie. Er wurde einer der Mitbegründer der Khlopoman-Bewegung, einer populistischen Bewegung ukrainischer Studenten der Universität Kiew und polonisierter adeliger Intellektueller in der Ukraine in den 1850er und 1860er Jahren.
Auf seinem Anwesen in Romaniwka gründete er eine Schule, an der er nahezu 20 Jahre lang lehrte. Unter Pseudonym verfasste er Artikel über wirtschaftliche und soziale Fragen sowie über die Ethnographie und Folklore des ukrainischen Volkes unter anderem für Zeitungen in Sankt Petersburg und Kiew sowie für die wissenschaftliche Zeitschrift der Wissenschaftlichen Gesellschaft Schewtschenko in Lwiw, deren Mitglied er war. 
Rylskyj war der Vater des Übersetzers Iwan Rylskyj (1880–1933) sowie des bekannten ukrainischen Schriftstellers Maksym Rylskyj (1895–1964).